# ウィルバー・パン
ウィルバー・パン（潘 瑋柏、パン ウェイボー、Wilber Pan 1980年8月6日しし座 - は、主に中華圏で活動する歌手、俳優。
アメリカ、ウェストバージニア州出身、中華圏で活躍する歌手、俳優。

## 来歴
アメリカ合衆国ウエストバージニア州で生まれ、7歳の時に家族と共に台湾に移り住む。
台北市内のアメリカンスクールを卒業後、カリフォルニア州立工科大学へ入学。
大学在学中に参加したオーディションをきっかけにchannelVのVJとして活動を始め、その後ドラマ「麻辣鮮師」に出演。2002年「壁虎漫歩」で歌手デビューを果たす。
中国語と英語を織り交ぜたRAPを多用し、HIPHOPやR&Bを中心とした独自のスタイルを確立。嘻哈小天王（hiphopの小天王）と呼ばれるようになる。
多くの歌手とコラボレーションしており、特に張韶涵（アンジェラ・チャン）との「快樂崇拜」や弦子（シェンズ）との「不得不愛」などが中華圏でヒット。また2009年5月発売のアルバム「零零七」ではアメリカのR&BアーティストAkonの「Be With You」をコラボレートした。
初期の作品はカバー曲が多かったが、近年自作詞・曲も増えている。
2004年北京で音楽イベント出演中に右膝靭帯を断裂、手術し復帰するが2008年11月に再び北京にてイベント出演中に靭帯を損傷し再度手術をする。
2008年楊丞琳（レイニー・ヤン）と共演したドラマ「不良笑花」（邦題　笑うハナに恋きたる）にて初めて主役をつとめる。
2009年7月、VJ時代からの友人でありタレントの李晨と共に上海にセレクトショップ「N.P.C」をオープン、2010年2月に北京にも出店。
2010年8月自身のオリジナルブランド「undisputed」を発表。同じく8月、2年ぶりのドラマ「愛∞無限」で主役をつとめる。
2020年7月27日、中国東方航空の客室乗務員の女性と結婚したことを微博で発表。
2021年11月14日、杭州市に火鍋店「六十一度牛雜火鍋館」を出店。

## 人物
- 韓国のミュージシャンであるFree Style(音楽グループ)（朝鮮語版）の曲の盗作騒動を起こしており、100億ウォンの損害賠償訴訟を起こされている[3]。台湾人は、「韓国人は漢字は韓国が発明したと思っている」「韓国人は幼い時から孔子は韓国人だと学ぶ」「韓国人は辛亥革命の先導者である孫文を韓国人だと主張している」と信じているため、台湾では、この盗作騒動について「また、韓国人が私たちのものを奪っていった」という反発が起きている[3]。
- 小さい頃からおしゃべりが好きで落ち着きのない子供だったために幼稚園で初めて覚えた英語は「wilber sit down」だった。
- バスケットが好きで高校時代はバスケットボール部でキャプテンを務めていた。またその才能が認められ奨学金を受けて大学へ進学している。
- 元々食べることが好きで太りやすいためか、体に自信が無く肌を露出するのを極端に好まない。また露出度の高い女性も苦手である。
- 一番太っていたときの体重は91kg[4]。
- アルバム「玩酷」発売時に13kg痩せた時はよっぽど嬉しかったのかジャケットに腰の露出がある。夏でも服装は基本的に長袖だが、本人は特別汗っかきな為イベント時などいつも額のすごい汗と汗を拭き続ける画が芸能ニュースによく使われる。
- 父親は台湾の淡江大学の教授をしている。
- ゴシップやスキャンダルが少ないために、「ニュースのない芸能人」と書かれたこともある。

## 音楽作品
- 「壁虎漫歩」2002/12/20
- 「我的麥克風」2003/09/19
- 「Wu Ha」2004/09/03
- 「高手」2005/07/08
- 「時尚混音酷樂」 2005/12/16
- 「反轉地球」2006/06/23
- 「玩酷」2007/09/14
- 「Will's未來式」2008/07/18
- 「零零七」2009/05/22
- 「808」2011/01/14
- 「24個比利」2012/08/31
- 「zh:王者丑生」2014/06/13
- 「zh:illi 異類」2017/08/11
- 「Mr.R&Beats節奏先生」2020/09/10

## 出演ドラマ
- 「麻辣鮮師」 - 韓兆傑（Money） 役
- 「麻辣高校生」 - 韓兆傑（Money） 役
- 「無河天」- 潘瑋柏 役（カメオ出演）
- 「心動列車」 - Jack 役（カメオ出演）
- 「不良笑花」（笑うハナに恋きたる） - 唐門 役
- 「熊貓人」（パンダマン〜近未来熊猫ライダー〜） - JASON 役（カメオ出演）
- 「愛∞無限」 - 梁景皓 役

## 受賞歴
- 2011年 第46屆金鐘奨 戲劇節目男主角獎